# Дролц, Штефка
Штефка Дролц (урождённая Штефания Ана Дролц) (словен. Štefka Drolc; 22 декабря 1923, Пониква, Нижняя Штирия, Королевство сербов, хорватов и словенцев — 25 июня 2018, Любляна, Словения) — словенская и югославская актриса

 театра, кино и телевидения, педагог. Лауреат Премии имени Франце Прешерна (2009). Почётный гражданин Любляны (2013)

## Биография

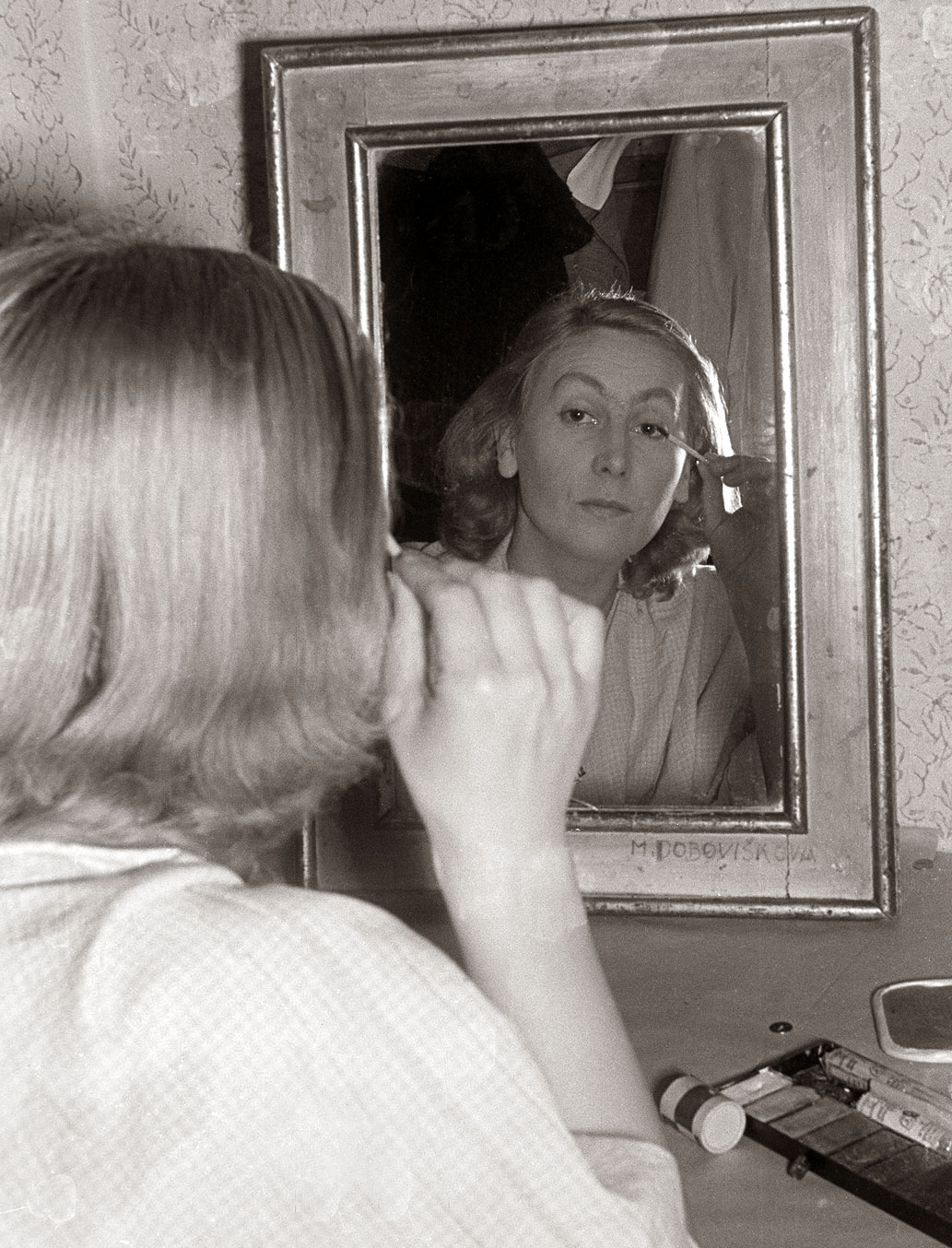
Штефка Дролц. 1957 г.

Дебютировала на театральной сцене Национального театра в Мариборе в 1945 году. В 1948 году переехала в Триест, где выступала до 1959 года. С 1960 года — актриса Люблянского словенского национального драматического театра.
Снималась в кино и на телевидении. С 1948 года снялась в около 40 фильмах. Одна из самых известных словенских актрис театра и кино.
Работала преподавателем в Академии театра, радио, кино и телевидения (AGFRT) в Любляне.
Была замужем за кинорежиссёром Йоже Бабичем.

## Избранная фильмография
- 2016 — Настойчивость
- 2002 — Забытое сокровище
- 1983 — Три вклада в словенское безумие
- 1983 — Сновидения (ТВ)
- 1982 — Десятый брат
- 1979 — Поиск
- 1979 — Дорогая моя Иза
- 1973 — Осенние цветы
- 1972 — Картинки из жизни ударника
- 1967 — На бумажных самолетиках
- 1964 — Заговор
- 1948 — На своей земле — Тилдица

## Награды
- 1959 — Премия Общества драматических артистов Словении
- 1964 — Премия имени Франце Прешерна
- 1977 — Театральная премия фонда Стане Севера
- 1980 — Театральная премия Борштника
- 1983 — Кольцо Борштника
- 1996 — Серебряный Орден Свободы (Словения)
- 2009 — Премия имени Франце Прешерна
- 2013 — Почётный гражданин Любляны и др.